# Confetti

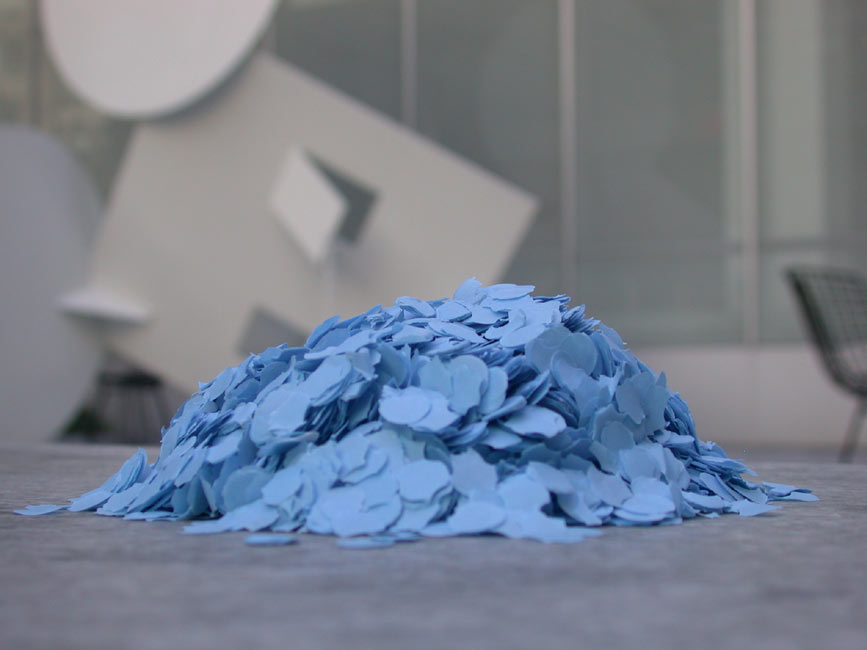
Confetti

Confetti (scris și confeti) sunt bucățele mici de plastic sau material metalic, de diferite culori, care se împrăștie de obicei la baluri și la petreceri deasupra participanților sau cu ocazia celebrărilor. 